# Claustula fischeri
Claustula fischeri är en svampart som beskrevs av K.M. Curtis 1926. Claustula fischeri ingår i släktet Claustula och familjen Claustulaceae.   Inga underarter finns listade i Catalogue of Life.